# 史蒂芬妮·莫頓
史蒂芬妮·莫頓（Stephanie Morton，1990年11月28日—）是一名著名澳洲場地單車運動員，是2012年夏季傷殘奧林匹克運動會單車女子個人追逐賽金牌費麗絲蒂·約翰遜的領騎員。她也參加了2016年夏季奧林匹克運動會。